# باشگاه فوتبال تیم باری
باشگاه فوتبال تیم باری (به انگلیسی: Team Bury Football Club) یک باشگاه فوتبال در شهر باری سنت ادموندس، کشور انگلستان است که در سال ۲۰۰۵ میلادی تأسیس شده‌است.